# سارا أغنيس رايس بريور
سارا أغنيس رايس بريور (بالإنجليزية: Sara Agnes Rice Pryor)‏ (19 فبراير 1830، نيويورك في الولايات المتحدة - 15 فبراير 1912)؛ روائية أمريكية.